# Llista de consellers reials
Llista de consellers del Consell Reial de la Corona d'Aragó

## Consell de la Procuradoria de 1162
El Consell de la Procuradoria o de regència es formà a la mort del comte de Barcelona i príncep d'Aragó Ramon Berenguer IV «el Sant». Estava format pels antics consellers del difunt comte Ramon Berenguer IV i va aconsellar el jove rei Alfons II d'Aragó fins que aquest no es casà, assolint la majoria d'edat legal per a governar.
- El bisbe de Saragossa, Pere Tarroja
- El bisbe de Barcelona, Guillem de Torroja
- El bisbe de Tarassona, Martín de Vergua
- El majordom del regne d'Aragó, Blasco Romeo
- El senescal de Barcelona, Guillem Ramon I de Montcada «el Gran Senescal»
- Guillem III de Cervera
- Ponç de Mataplana
- Guillem IV de Castellvell
- Guilhèm VII de Montpeller

## Consell de la Procuradoria de 1216
El Consell de la Procuradoria o de regència es formà a la mort del rei d'Aragó i comte de Barcelona Pere II d'Aragó «el Catòlic». Fou organitzat definitivament pel Papa Innocenci III amb la butlla del 23 de gener del 1216.
Regne d'Aragó:
- Bisbe de Tarassona, García Fortín I
- Ximeno Cornel I
- Pero d'Ahones

Catalunya:
- Arquebisbe de Tarragona, Aspàreg de la Barca
- Mestre de l'Orde del Temple, Guillem de Mont-rodon
- Guillem I de Cardona
- Guillem IV de Cervera

## Consell Reial de 1219
- Arquebisbe de Tarragona, Aspàreg de la Barca
- Ximeno Cornel I
- Guillem IV de Cervera